# ホープ・ラング
ホープ・ラング（Hope Lange、1933年11月28日 - 2003年12月19日）は、アメリカ合衆国コネティカット州出身の女優。俳優のクリストファー・マレーは最初の夫で俳優のドン・マレーとの間に生まれた息子。

## 来歴

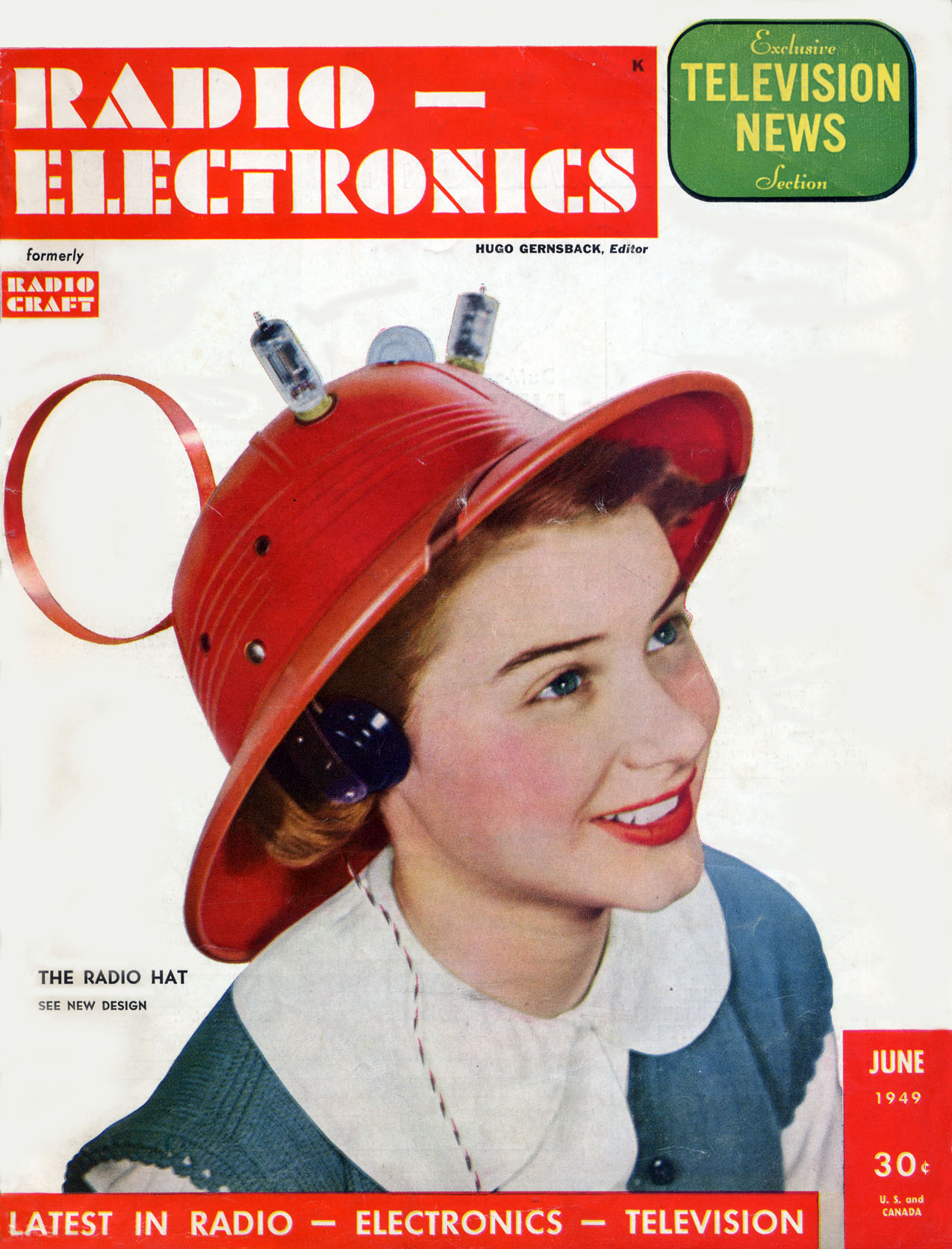
当時15歳のホープ・ラングが表紙を飾った雑誌「Radio-Electronics」

1933年（1931年と記載している資料もあるなど生年が混乱している経緯については英語版Wikipediaの該当箇所を参照）に、ミュージシャンの父ジョン・ラングと女優のミネット・バデッキとの間に生まれる。家族でニューヨークのグリニッジ・ヴィレッジに移り、1943年に『The Patriots』でブロードウェイ・デビューする。
1942年に父ジョンが亡くなったことから母ミネットがグリニッジ・ヴィレッジで始めたレストラン「Minette's of Washington Square」でウェイトレスとして働きながら学校に通う。
近所に住んでいたフランクリン・ルーズベルト元大統領の夫人エレノア・ルーズベルトと偶然知り合い、エレノアの飼い犬ファラの散歩をしていたところを撮られた写真が新聞に載ったことから、1949年に雑誌『ラジオ＝エレクトロニクス』の表紙を飾ることになる。その後、オレゴン州のカレッジとニューヨークのカレッジに通った後、テレビでの仕事を始める。
1956年に映画『バス停留所』でハリウッド・デビュー。本作で共演したドン・マレーと1956年に結婚し、後に2子（クリストファー、パトリシア）をもうける（1961年に離婚）。
翌1957年の映画『青春物語』で、第30回アカデミー賞の助演女優賞と第15回ゴールデングローブ賞の助演女優賞にノミネートされる。
1961年のミュージカル映画『ウエスト・サイド物語』のヒロイン・マリア役を希望するがオーディションに落ち、代わりにエルヴィス・プレスリー主演の『嵐の季節』のヒロイン役を手に入れる。
1961年に夫ドン・マレーと別れ、俳優グレン・フォードと恋愛関係になると、既にシャーリー・ジョーンズに決まっていたフォードの主演映画『ポケット一杯の幸福』（1961年）のヒロイン役を、フォードの強い後押しで手に入れる。なお、フォードとは『プレイガール陥落す』（1963年）でも共演している。フォードとは結局、結婚しないまま別れる。
1963年に後の映画監督アラン・J・パクラと結婚（1971年に離婚）し、数年間休業する。女優復帰後は主にテレビを中心に活動する。
1968年から1970年までNBCで放送されたシットコム『ミセスと幽霊』に主演、1969年と1970年の2年連続でプライムタイム・エミー賞コメディ部門主演女優賞を受賞する。
2003年に虚血性大腸炎で死去。

## 主な出演作品
- バス停留所 Bus Stop (1956)
- 無法の王者ジェシイ・ジェイムス The True Story of Jesse James (1957)
- 青春物語 Peyton Place (1957)
- 若き獅子たち The Young Lions (1958)
- 大戦争 In Love and War (1958)
- 大都会の女たち The Best of Everything (1959)
- 嵐の季節 Wild in the Country (1961)
- ポケット一杯の幸福 Pocketful of Miracles (1961)
- プレイガール陥落す Love Is a Ball (1963)
- 逃亡者 The Fugitive  「砂漠の風の中で」(1966)
- ミセスと幽霊 The Ghost and Mrs Muir (1968 - 1970) ※テレビシリーズ
- 狼よさらば Death Wish (1974)
- エルム街の悪夢2 フレディの復讐 A Nightmare on Elm Street Part 2: Freddy's Revenge (1985)
- ブルーベルベット Blue Velvet (1986) - キネマ旬報ベストテン第9位
- ラジオタウンで恋をして Tune in Tomorrow... (1990)
- 今そこにある危機 Clear and Present Danger (1994)
- 理由 Just Cause (1995)